# See, amid the Winter's Snow

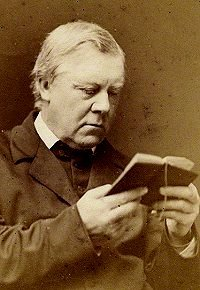
Edward Caswall, autore del testo del brano

See, amid the Winter's Snow, conosciuto anche come Hymn for Christmas Day (titolo originale).) è una tradizionale carola natalizia inglese scritta da Edward Caswall (1814-1878; autore del testo) e da John Goss (1800-1880; autore della melodia intitolata Humility) e pubblicata per la prima volta nel 1871 da Henry Ramsden Bramley e John Stainer (1840-1901) nella raccolta Christmas Carols New and Old.

## Testo
Il testo, che si compone di sei (o sette) strofe inframezzate dal ritornello, è di carattere religioso e parla degli eventi connessi alla Nascita di Gesù, che viene collocata in uno scenario innevato:
See, amid the winter's snow,

Born for us on Earth below,

See, the tender Lamb appears,

Promised from eternal years.

Ritornello:

Hail, thou ever blessed morn,

Hail redemption's happy dawn,

Sing through all Jerusalem,

Christ is born in Bethlehem.

Lo, within a manger lies

He who built the starry skies;

He who, throned in height sublime,

Sits among the cherubim.

Ritornello

Say, ye holy shepherds,say,

What your joyful news today;

Wherefore have ye left your sheep

On the lonely mountain steep?

Ritornello

"As we watched at dead of night,

Lo, we saw a wondrous light:

Angels singing 'Peace On Earth'

Told us of the Saviour's birth."

Ritornello

Sacred Infant, all divine,

What a tender love was Thine,

Thus to come from highest bliss

Down to such a world as this.

Ritornello

Teach, O teach us, Holy Child,

By Thy face so meek and mild,

Teach us to resemble Thee,

In Thy sweet humility.

Ritornello

## Versioni
Tra i vari artisti che hanno inciso il brano, figurano, tra gli altri (in ordine alfabetico):
- Alliance Brass Quintet (2013)[2]
- Julie Andrews (brano contenuto, tra l'altro, nelle compilation The Julie Andrews Christmas Album[5], The Secret of Christmas del 1975[6], Christmas with Julie Andrews del 1982[7])
- Kris Bains (2002)[2]
- The Burt Best Band And Chorus (nell'album Singalong Christmas[8]
- Chas & Dave (1986)[2]
- Andrew Dale & David Chafe (2007)[2]
- Bronn Journey (2006)[2]
- The King's College Choir of Cambridge (nell'album Essential Carols - The Very Best Of King's College Choir, Cambridge del 2005[9])
- Annie Lennox (in A Christmas Cornucopia del 2010)[2]
- Padre Sydney MacEwan (nell'album Scotch and Irish Songs[10])
- Brian Mann (2013)[2]
- Manor House String Quartet  (2011)[2]
- Annie McGee (2010)[2]
- The Neil Jenkins Chorale (2005)[2]
- The New London Chorale (nell'album Young Christmas sdel 1984[11])
- Jessye Norman (nell'album Christmastide del 1987[12])
- The Wild Oats (2012)[2]